# ジャクソン郡区 (ペンシルベニア州ノーサンバーランド郡)

州内のノーサンバーランド郡の位置。

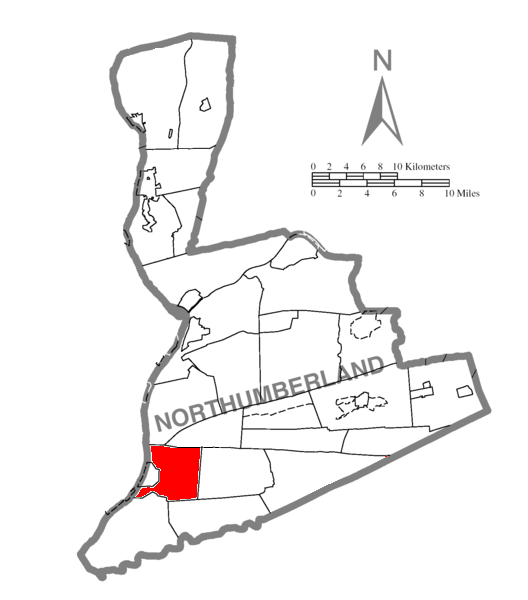
郡内のジャクソン郡区の位置。

ジャクソン郡区（Jackson Township）は、アメリカ合衆国ペンシルベニア州ノーサンバーランド郡にある郡区である。2000年現在の人口は928人。

## 地理
アメリカ国勢調査局によると、ジャクソン郡区の総面積は36.8km2。33.0km2が陸地で、そのうち3.8km2が水に覆われている。

## 人口
2000年の国勢調査によると、ジャクソン郡区の人口は928人であり、348世帯、261家族が居住している。人口密度は1平方キロメートルあたり28.1人である。373軒の家があり、1平方キロメートルあたり11.3軒の家が建っている。町の人種構成は、98.28%が白人、0.11%が黒人ないしアフリカ系アメリカ人、0.11%がアメリカ先住民、0.54%がアジア人、0.00%が太平洋諸島系、0.11%がその他の人種であり、0.75%は混血である。人口の0.54%はラテン系である。
全世帯の32.8%には18歳未満の子供が同居しており、67.5%は夫婦で一緒に生活している。4.6%は夫のいない女性が世帯主であり、25.0%は独身である。全世帯の22.7%は一人暮らしであり、13.5%が65歳以上である。平均世帯人数は2.58人、平均家族人数は3.06人である。
ジャクソン郡区の人口は、26.6%が18歳未満、18歳以上24歳以下が5.2%、25歳以上44歳以下が28.2%、45歳以上64歳以下が24.8%、65歳以上が15.2%である。年齢の中央値は39歳である。女性100人に対して男性は100.4人であり、18歳以上の100人の女性に対して男性は96.3人である。
町の1世帯あたりの平均収入は36,528ドルであり、1家族あたりの平均収入は44,091ドルである。男性の平均収入が32,014ドルに対し、女性の平均収入は21,944ドルである。1人あたりの収入は16,039ドルである。人口の15.4%（全家族の8.3%）が極貧層である。18歳以下の住民の16.8%、65歳以上の住民の8.2%は貧しい生活を送っている。